# Xian de Lop
Cette page contient des caractères spéciaux ou non latins. S’ils s’affichent mal (▯, ?, etc.), consultez la page d’aide Unicode.
Pour les articles homonymes, voir Lop.
Le xian de Lop (洛浦县 ; pinyin : Luòpǔ Xiàn ; ouïghour : لوپ ناھىيىسى / Lop Nahiyisi) est un district administratif de la région autonome du Xinjiang en Chine. Il est placé sous la juridiction de la préfecture de Hotan.

## Démographie
La population du district était de 228 017 habitants en 1999.

## Galerie

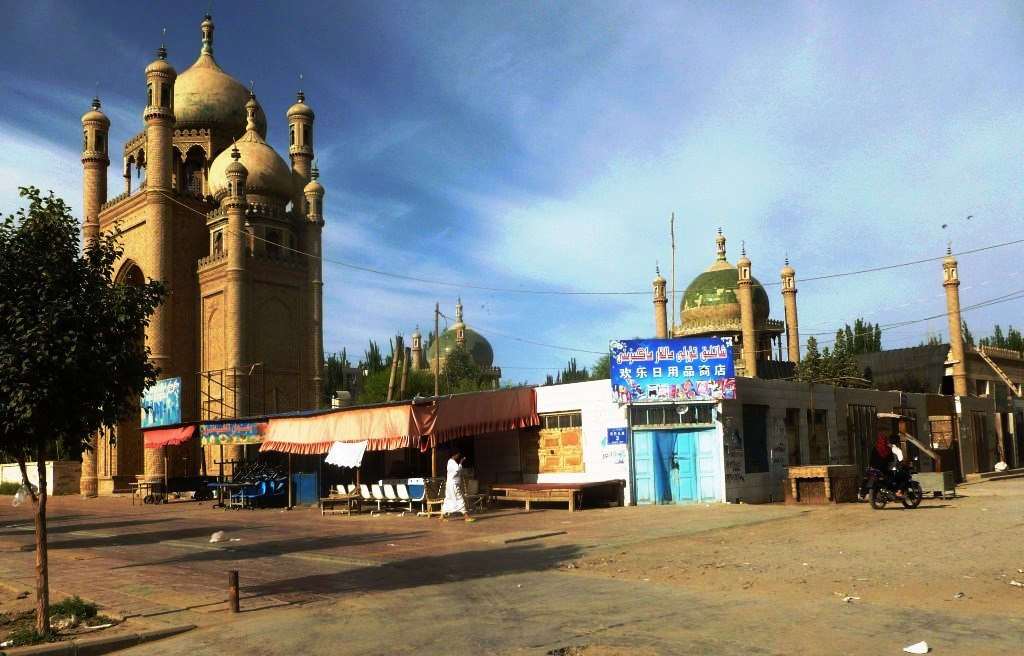
Mosquée de Lop, construit en 1806
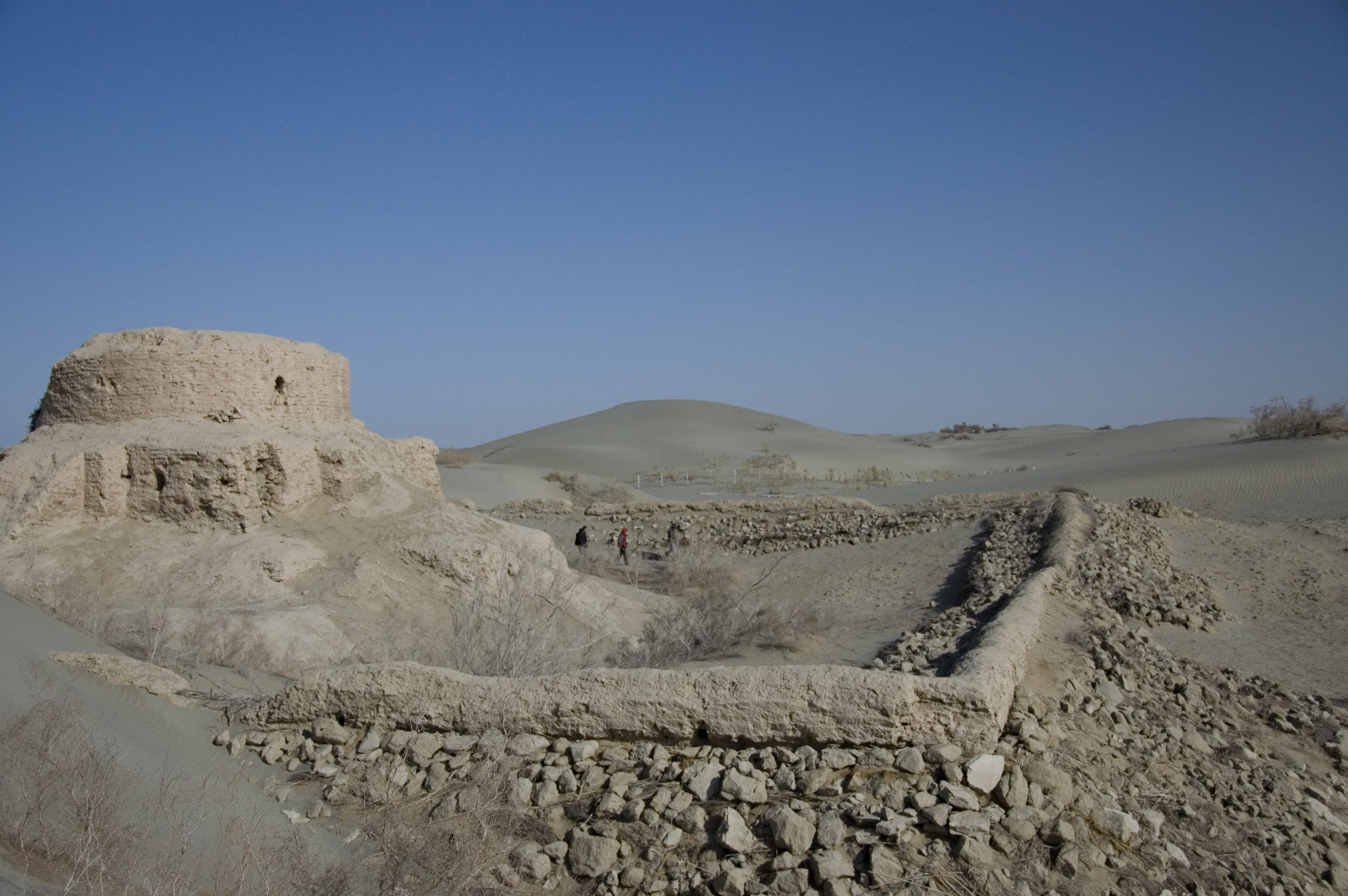
Mur d'enceinte du stupa de Rawak, coin sud, avec protection en pierre moderne
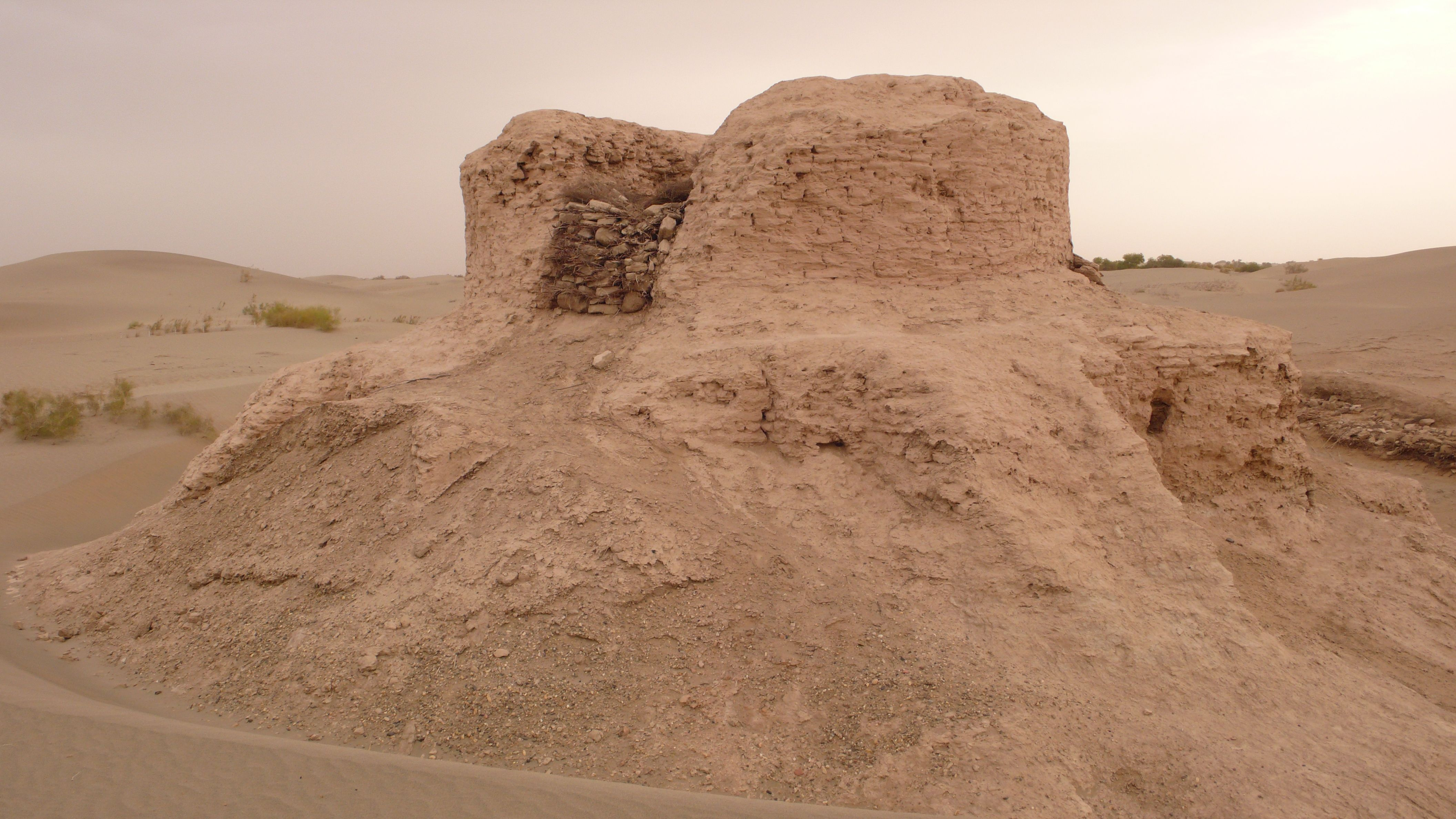
Stupa de Rawak dans le désert du Taklamakan